# 哈茨普萊斯 (加利福尼亞州)
哈茨普萊斯（英語：Harts Place）是位於美國加利福尼亞州克恩縣的一個非建制地區。該地的面積和人口皆未知。

## 地理
哈茨普萊斯的座標為35°30′03″N 117°56′55″W / 35.50083°N 117.94861°W，而該地的平均海拔高度為940米（即3084英尺）。